# Jüdischer Friedhof (Barntrup)

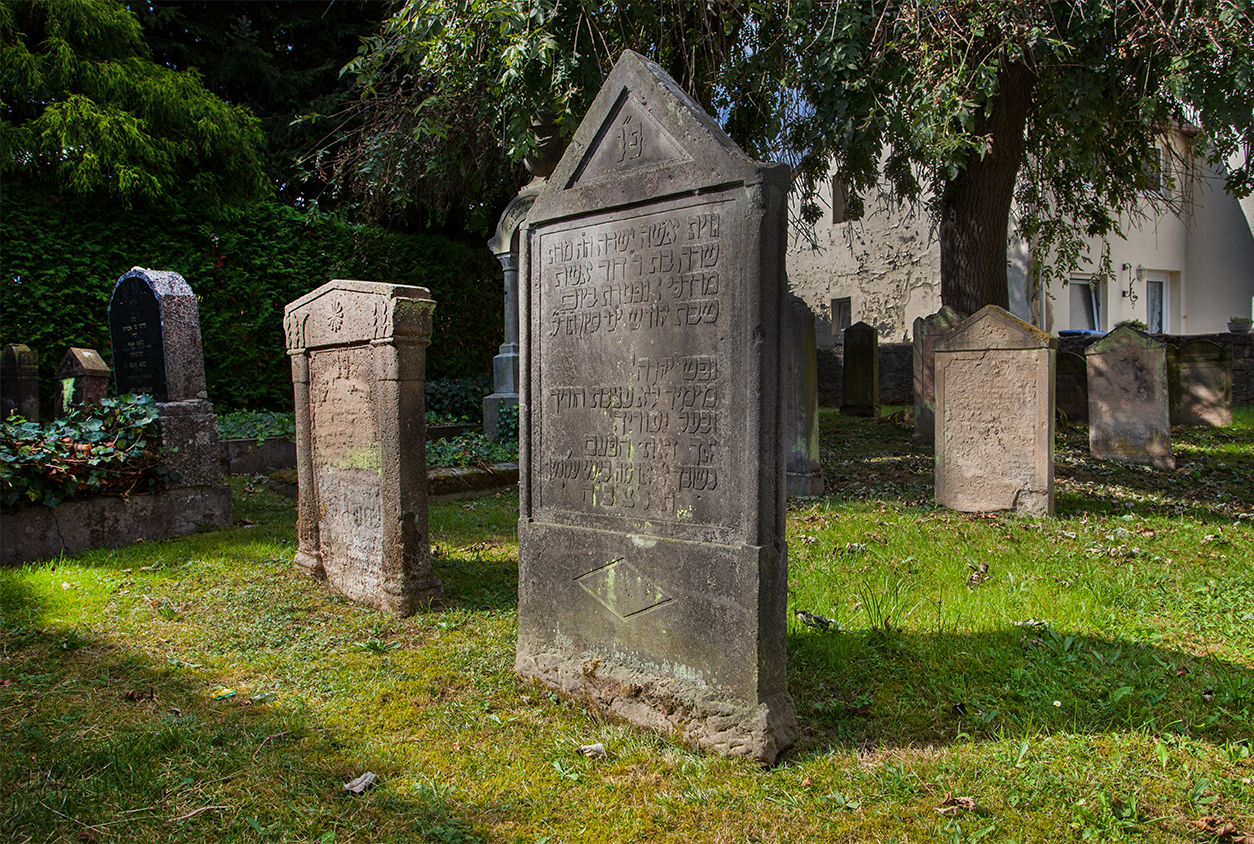
Jüdischer Friedhof in Barntrup

Der Jüdische Friedhof in Barntrup, einer Stadt im Kreis Lippe in Nordrhein-Westfalen, wurde vermutlich Anfang des 19. Jahrhunderts errichtet. Der jüdische Friedhof an der Hagenstraße ist ein geschütztes Baudenkmal.

## Geschichte
Die jüdische Gemeinde in Barntrup besaß bereits einen Friedhof in der Sibbentruper Straße, der im Jahr 1890 zum letzten Mal belegt wurde. Der Friedhof an der Hagenstraße wurde vor 1840 angelegt und bis 1936 belegt. Heute sind noch zwanzig Grabsteine (Mazewot) vorhanden. 
Beim Besuch von Moritz Rülf 1935/36 lebten drei jüdische Familien in Barntrup. Die jüdische Gemeinde Barntrup besaß eine Synagoge mit Schulhaus und den Friedhof. Der Friedhof war zu der Zeit in einem würdigen Zustand.
Das Schulhaus – eine Schenkung aus dem Jahr 1872 – war vermietet. Der Nettomietertrag musste nach der Stiftungsurkunde zu gleichen Teilen unter armen Juden und Christen verteilt werden.
Rülf regte den Verkauf der seit langer Zeit nicht mehr benutzten Synagoge an. 1937/38 wurde die Synagoge tatsächlich unter Vermittlung des Detmolder Maklers Max Schuler verkauft.
Am 15. November 1937 kamen die jüdischen Gemeinden Barntrup, Alverdissen und Silixen zur Gemeinde Bösingfeld, die dann Jüdische Gemeinde Bösingfeld-Barntrup hieß.